# Video Copilot
Video Copilot（ビデオ・コパイロット）は、映像編集ソフトウェアAdobe After Effectsのプラグイン開発や映像制作に携わる企業および集団。アンドリュー・クレイマーによって2005年に設立された。本社はアメリカ合衆国カリフォルニア州の都市、レイク・エルシノアに位置する。

## 社史
設立者のアンドリュー・クレイマーは幼少期から素描やCGイラストに親しみ、高校生の時には学校のニュース番組制作を通じてAfter Effectsの習得に励んでいた。視覚効果による変化を示したビデオを観て、コンポジターを志すようになる。自らのウェブサイト制作のためにDreamweaverやFlashにも着手するなど、デザインに関心をもっていた彼は高校3年の時に起業し、クライアントのウェブサイトや関連ビデオを制作しながら経営を学んだ。その後フリーとして活動していたアンドリューが20歳の時に、Video Copilotを設立した。
設立当時、映像制作のためのチュートリアルはネット上に数多く存在していたが、それらのほとんどに不満を覚えた彼はチュートリアルの制作を開始した。淡白ではなく、陽気な語り口調で解説されるチュートリアルには多くの人々から世界的に支持され、肯定的な反響を得ている。また、自らが欲しいと思った機能をもとにAfter Effectsのプラグインや映像の素材集を考案し、プログラマーによって開発されたものが当社からリリースされている。

## 開発製品

### After Effectsプラグイン
- Element 3D

After Effects上で3Dモデルを生成・アニメーションが可能となる。モデルの配置・複製・パーティクル状でのコントロールを行うことが出来る。3DモデルはWavefront .objファイル・CINEMA 4Dファイルに対応。Ver 2.0がリリースされており、様々な3Dモデル集も販売されている。
- Optical Flares

独自のインターフェースを有したレンズフレアのエフェクト。標準エフェクト「レンズフレア」より優れた現実的なレンズフレアを生成し、直感的にアニメートさせることが可能。After Effectsの3Dライトと連動させることにより、レンズフレアを立体的に操ることが出来る。
- Color Vibrance（無償提供[5]）

標準エフェクト「色相／彩度」に代わるプラグインで、背景を除外した明度の高い箇所のみにカラリゼーションを行うことが出来る。背景が黒色の素材に対し、自動でアルファチャンネルを生成する。
- Sure Target（無償提供）
- Twitch
- Heat Distortion

（以上3点の出典：）

### 素材集
| - MotionPulse - Action Essentials 2 - Evolution - Shockwave - Pro Scores | - Designer Sound FX - Riot Gear - The Bullet - Video Stream HD （以上9点の出典：） |